# 姬路新田藩
姬路新田藩（日语：／ Himejishinden-han */?）是日本播磨國的藩，為播磨姬路藩的支藩，元和3年7月14日（1617年8月15日）創藩，寬永15年11月20日（1638年12月25日）一度廢藩，寬永21年5月18日（1644年6月22日）再次創藩，正保元年12月26日（1645年1月23日）再次廢藩，明和7年閏6月23日（1770年8月14日）第三次創藩，文化14年11月3日（1817年12月10日）廢藩，石高在高峰期達100,000石。

## 歷史
元和3年7月14日（1617年8月15日），本多忠政從伊勢桑名藩以150,000石入主姬路，其嫡子本多忠刻則獲賜100,000石作為其妻千姬的化粧料，並且定居於姬路城，根據《兵庫縣史》記載，領地分佈於播磨國多可郡、加東郡、加西郡、印南郡、神東郡、神西郡和飾東郡。寬永3年5月7日（1626年6月30日），忠刻死去，其領地中的50,000石由其弟本多政朝從播磨龍野藩繼承，40,000石由另一位弟弟本多忠義繼承，剩餘的10,000石則劃為播磨龍野藩藩主小笠原長次的領地。
寬永8年閏10月18日（1631年12月11日），政朝繼任為姬路藩藩主，原本領有的50,000石中的40,000石由其嫡養子本多政勝繼承，剩餘的10,000石則由忠義繼承，當時政勝的領地分佈於加東郡、加西郡、印南郡和神東郡，忠義的領地則是加東郡、加西郡、神東郡、神西郡和飾東郡。寬永15年11月20日（1638年12月25日），政朝死去，繼位的政勝轉封至大和郡山藩，其40,000石領地也改由其嫡子本多勝行領有，並且定居於郡山城（郡山新田藩），忠義的50,000石也轉移至遠江掛川藩。
寬永16年3月3日（1639年4月6日），松平忠明從大和郡山藩入主姬路，其子松平忠弘在寬永21年5月18日（1644年6月22日）繼位，其弟松平清道則獲分知30,000石，領地分佈於印南郡、神東郡和神西郡。正保元年12月26日（1645年1月23日），清道死去，由於他沒有嗣子，因此被改易。寬延2年正月15日（1749年3月3日），酒井忠恭從上野前橋藩入主姬路，他在明和7年閏6月23日（1770年8月14日）分知藏米知行10,000石予其子酒井忠交，為定府大名。其後，酒井忠質和酒井忠全雖然先後繼位，不過由於年僅3歲的忠全在文化14年11月3日（1817年12月10日）死去而廢藩。

## 歷任藩主
| 家名       | 家格 | 名稱              | 石高              | 領地                                                                              |
| ---------- | ---- | ----------------- | ----------------- | --------------------------------------------------------------------------------- |
| 本多家     | 譜代 | 本多忠刻          | 100,000石         | 播磨國多可郡、加東郡、加西郡、印南郡、神東郡、神西郡和飾東郡                      |
| 本多家     | 譜代 | 本多政朝          | 50,000石          | 播磨國多可郡、加西郡、印南郡和神東郡                                              |
| 本多家     | 譜代 | 本多政勝 本多忠義 | 40,000石 10,000石 | 播磨國加東郡、加西郡、印南郡和神東郡 播磨國加東郡、加西郡、神東郡、神西郡和飾東郡 |
| 奧平松平家 | 譜代 | 松平清道          | 30,000石          | 播磨國印南郡、神東郡和神西郡                                                      |
| 酒井家     | 譜代 | 酒井忠交          | 10,000石          | 藏米知行                                                                          |
| 酒井家     | 譜代 | 酒井忠質          | 10,000石          | 藏米知行                                                                          |
| 酒井家     | 譜代 | 酒井忠全          | 10,000石          | 藏米知行                                                                          |